# California (Usulután)
California è un comune del dipartimento di Usulután, in El Salvador.
Ha una popolazione di 2.628 abitanti secondo il censimento del 2007 e 3.000 secondo gli uffici municipali (alcaldía).
Benché sorga sulle pendici del vulcano di Usulután, il territorio non ha torrenti, laghi o lagune. 
Una chiesa cattolica si trova al centro dell'abitato e diverse cappelle nelle frazioni limitrofe.